# Nanci Griffith
Nanci Griffith (Seguin, Texas, 1953. július 6. – Nashville, Tennessee, 2021. augusztus 13.) Grammy-díjas amerikai country énekesnő, gitáros, dalszerző.

## Pályafutása
Nanci Griffith 1953-ban született a texasi Seguinban. Austinban nőtt fel. Első profi fellépése 14 éves korában volt az austini „Red Lion Clubban”. Hamarosan a legnagyobb slágerlisták élére került. „Other Voices, Other Rooms” című albuma 1994-ben Grammy-díjat nyert el. Az énekesnő rövidesen a világhírű lett.
A későbbiekben kísérőegyüttese többnyire a The Blue Moon Orchestra volt, és felteszik, hogy „Very Blue Moon” c. albuma címéből ered, mely album 1986-ban 85. lett a  Billboard Hot Country Songs listáján.
Griffith is egyike volt azon művészeknek, akiknek anyagai megsemmisültek a Universal Studios 2008-as leégésekor.
A kilencvenes évek végén diagnosztizáltak nála pajzsmirigy- és mellrákot, azonban ekkor még sikeresen felgyógyult.

## Stúdióalbumok
- 1978: There's a Light Beyond These Woods
- 1982: Poet in My Window
- 1984: Once in a Very Blue Moon
- 1986: The Last of the True Believers
- 1987: Lone Star State of Mind
- 1988: Little Love Affairs
- 1989: Storms
- 1991: Late Night Grande Hotel
- 1993: Other Voices, Other Rooms
- 1994: Flyer
- 1997: Blue Roses from the Moons
- 1998: Other Voices, Too (A Trip Back to Bountiful)
- 1999: The Dust Bowl Symphony
- 2001: Clock Without Hands
- 2004: Hearts in Mind
- 2006: Ruby's Torch
- 2009: The Loving Kind
- 2012: Intersection

### Live
- 1988: One Fair Summer Evening
- 2002: Winter Marquee

### Videók
- 1988: I Knew Love
- 1989: It's a Hard Life Wherever You Go
- 1991: Late Night Grande Hotel
- 1993: Speed of the Sound of Loneliness
- 1994: This Heart
- 1996: Well... All Right

## Díjak
- 1994: Grammy Award for Best Contemporary Folk Album

## További információ
- Hivatalos oldal
- Nanci Griffith a Facebookon
- Nanci Griffith az Internet Movie Database-ben (angolul)
- Nanci Griffith a Rotten Tomatoeson (angolul)